# Finsk Wikipedia
Finsk Wikipedia (finsk: Suomenkielinen Wikipedia,  dansk: den finsksprogede Wikipedia) er den finsksprogede  version af det verdensomspændende encyklopædi-projekt Wikipedia. Den finsksprogede udgave af Wikipedia lanceredes i slutningen af 2002 og forblev på et primitivt stadie indtil godt inde i 2003. Udviklingen begyndte at tage fat i slutningen af 2003 og steg stødt gennem 2004. I november 2016 er den finsksprogede wikipedia den 22. største udgave af Wikipedia.
Pr. torsdag den 27. marts 2025 har den finsksprogede Wikipedia 590.946 artikler, 1.588 aktive bidragydere og 36 administratorer.

## Milepæle
- 300.000 artikler - 26. juni 2012
- 200.000 artikler - 12. april 2009
- 100.000 artikler - 11. februar 2007
- 50.000 artikler - 21. februar 2006
- 15.000 artikler - 9. februar 2005
- 5.000 artikler - April 2004
- 1.000 artikler - September 2002